# NoSQL
NoSQL è un movimento che promuove sistemi software dove la persistenza dei dati è in generale caratterizzata dal fatto di non utilizzare il modello relazionale, di solito usato dalle basi di dati tradizionali (RDBMS). L'espressione fa infatti riferimento al linguaggio SQL, che è il più comune linguaggio di interrogazione dei dati nei database relazionali, qui preso a simbolo dell'intero paradigma relazionale.
Questi archivi di dati il più delle volte non richiedono uno schema fisso (schemeless), evitano spesso le operazioni di giunzione (join) e puntano a scalare in modo orizzontale. Gli accademici e gli articoli si riferiscono a queste basi di dati come memorizzazione strutturata (structured storage).

## Etimologia del termine
Il termine NoSQL fu usato per la prima volta nel 1998 per una base di dati relazionale open source che non usava un'interfaccia SQL.
L'autore Carlo Strozzi, dichiarò che "come movimento, NoSQL diparte in modo radicale dal modello relazionale, e quindi andrebbe chiamato in modo più appropriato NoREL, o qualcosa di simile".
All'opposto di quanto si potrebbe pensare, il movimento NOSQL non è contrario all'utilizzo di database relazionali. Il termine NOSQL infatti è acronimo di Not Only SQL, a significare che esistono diversi casi d'uso per i quali il modello relazionale rappresenta una forzatura, ma tanti altri per i quali tale modello è ancora la soluzione migliore.
Il termine fu riutilizzato nel 2009 da un dipendente di Rackspace, Eric Evans, quando Johan Oskarsson di Last.fm volle organizzare un evento per discutere di basi di dati distribuite open source.
Il nome era un tentativo per etichettare il crescente numero di data base non relazionali e distribuiti che spesso non forniscono le classiche caratteristiche ACID: atomicità, coerenza, isolamento, durabilità. Il motivo per il quale tali caratteristiche non venivano fornite è il cosiddetto teorema CAP.

## Implementazioni
Implementazioni degne di nota sono Cloudant di IBM, BigTable di Google e Dynamo di Amazon.com, e le varianti open source come Apache Accumulo, HBase e Cassandra.

## Classificazione
Le implementazioni di NoSQL possono essere categorizzate dal tipo di modello di dati adottato. Segue una descrizione delle categorie più diffuse.

### Basi di dati orientate al documento

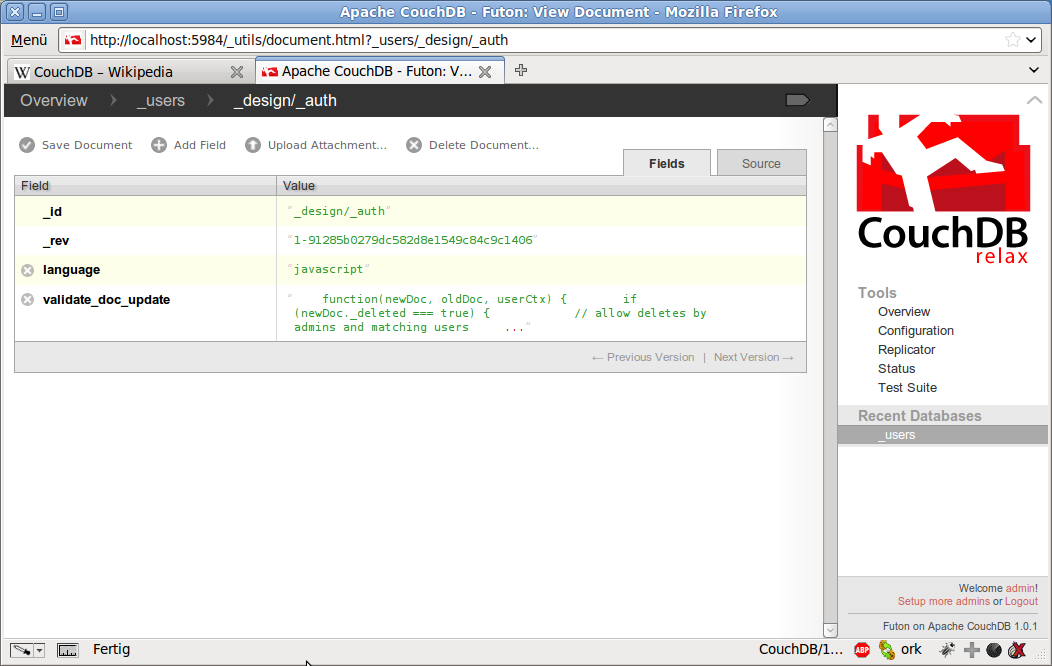
CouchDB

Lotus Notes

Una Base di dati orientata al documento è un programma per applicazioni orientate al documento. Questi sistemi potrebbero essere implementati come strato sopra un database relazionale o a oggetti.
Le basi di dati orientate al documento non memorizzano i dati in tabelle con campi uniformi per ogni record come nei database relazionali, ma ogni record è memorizzato come un documento che possiede determinate caratteristiche. Qualsiasi numero di campi con qualsiasi lunghezza può essere aggiunto al documento. I campi possono anche contenere pezzi multipli di dati.
Alcuni esempi di basi dati di questo tipo sono:
- Colayer
- Elasticsearch
- CouchDB
- CouchBase
- Apache Jackrabbit
- Lotus Notes
- MongoDB
- Apache Solr
- OrientDB
- Raven DB
- Base di dati XML
  - MarkLogic Server
  - eXist
  - BaseX

### Base di dati a grafo

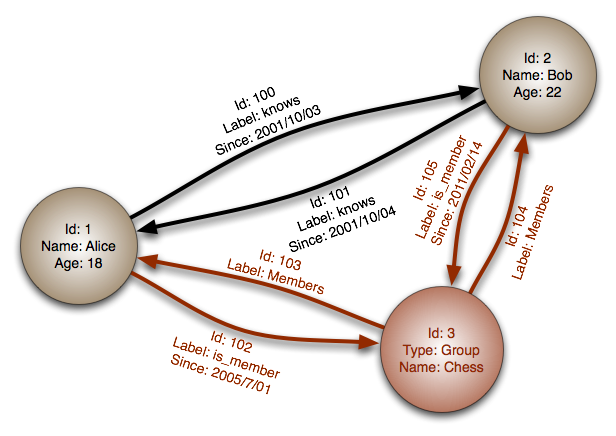
Illustrazione di una base di dati a grafo

Una base di dati a grafo usa nodi e archi per rappresentare e archiviare l'informazione.
La rappresentazione dei dati mediante grafi offre un'alternativa al modello relazionale che fa uso di tabelle, alle basi di dati orientate al documento (che usano documenti), o altri, come i sistemi ad archivi strutturati (structured storage) basati su colonne o su cesti non interpretati di dati.
I database a grafo sono spesso più veloci di quelli relazionali nell'associazione di set di dati, e mappano in maniera più diretta le strutture di applicazioni orientate agli oggetti.
Scalano più facilmente a grandi quantità di dati e non richiedono le tipiche e onerose operazioni di unione (join). 
Dipendono meno da un rigido schema entità-relazione e sono molto più adeguati per gestire dati mutevoli con schemi evolutivi.
Al contrario, i database relazionali sono tipicamente più veloci nell'eseguire le stesse operazioni su un grande numero di dati.
Alcuni esempi di basi dati di questo tipo sono:
- AllegroGraph
- Core Data
- Neo4j
- OrientDB
- DEX/Sparksee
- Unisys DMS (Data Management System) creato dalla  Burroughs Corporation nel 1972
- IBM DL1 (Data Language One). Il grafo ha una struttura gerarchica

### Chiave/valore archiviato su disco
- DensoDB
- Tuple space
- Memcachedb
- Redis
- SimpleDB
- Tokyo Cabinet
- BigTable
- Orient Key/Value Server
- Pincaster

### Chiave/valore cache in RAM
- memcached
- Velocity
- Redis

### Valore/chiaveeventually‐coerente
- Dynamo
- Cassandra
- Project Voldemort

### Chiave-valore che conserva mediante l'implementazione di Paxos
- Keyspace

### Chiave-valore ordinato
- NMDB
- Memcachedb
- Berkeley DB

### Basi di dati multivalore
- OpenQM
- Rocket U2
- TigerLogic D3

### Basi di dati a oggetti
Un modello di banca dati ad oggetti è un modello in cui l'informazione è rappresentata in forma di oggetti come nei linguaggi di programmazione ad oggetti.
Le banche dati a oggetti sono situate in un mercato di nicchia rispetto al modello relazionale (RDBMS).
Vennero prese in considerazione sin dagli anni ottanta e novanta, ma ebbero uno scarso impatto commerciale e vennero usate solo in campi specifici.
I campi d'applicazione sono: ingegneria, banche dati spaziali, telecomunicazioni, e aree scientifiche come la fisica delle alte energie e la biologia molecolare.
I database a oggetti detengono il record per la più grande base di dati al mondo (essendo il primo a contenere oltre 1000 TB allo Stanford Linear Accelerator Center) e il più alto tasso di assorbimento mai registrato per un database commerciale di oltre 1 TB per un'ora.
Un altro gruppo di database a oggetti si focalizza sull'uso in sistemi real time.
Alcuni esempi di basi dati di questo tipo sono:
- Db4o
- PostgreSQL
- GemStone/S
- InterSystems Caché
- Objectivity/DB
- ZODB
- OrientDB

### Tabulare
- BigTable
- Mnesia
- Hbase
- Hypertable

### Archiviazione in tuple
- Apache River

### Sconosciuto
- GT.M
- Moneta
- FluidDB